# Réthoville
Réthoville era una comuna francesa situada en el departamento de Mancha, de la región de Normandía, que el 1 de enero de 2016 pasó a ser una comuna delegada de la comuna nueva de Vicq-sur-Mer al fusionarse con las comunas de Cosqueville, Gouberville y Néville-sur-Mer.

## Demografía
| Gráfica de evolución demográfica de Réthoville entre 1800 y 2014 |
|                                                                  |

Los datos demográficos contemplados en este gráfico de la comuna de Réthoville se han cogido de 1800 a 1999 de la página francesa EHESS/Cassini, y los demás datos de la página del INSEE.